# Епархия Эдмундстона
Епархия Эдмундстона (лат. Dioecesis Edmundstonensis) — епархия Римско-Католической церкви с центром в городе Эдмундстон, Канада. Епархия Эдмундстона входит в архиепархию Монктона. Кафедральным собором епархии Эдмундстона является собор Непорочного зачатия Пресвятой Девы Марии в городе Эдмундстон.

## История
16 декабря 1944 года Святой Престол учредил епархию Эдмундстона, выделив её из епархии Батерста.

## Ординарии епархии
- епископ Marie-Antoine Roy (31.05.1945 — 27.10.1948);
- епископ Joseph-Roméo Gagnon (12.02.1949 — 18.02.1970);
- епископ Fernand Lacroix (19.08.1970 — 31.05.1983);
- епископ Gérard Dionne (23.11.1983 — 20.10.1993);
- епископ François Thibodeau (22.10.1993 — 5.01.2009);
- епископ Claude Champagne (5.01.2009 — по настоящее время).

## Источник
- Annuario Pontificio, Libreria Editrice Vaticana, Città del Vaticano, 2003, стр. 958, ISBN 88-209-7422-3